# Franck Eyeni
Franck Eyeni (né le 26 juin 2001 à Aboisso en Côte d'Ivoire) est un archer ivoirien.

## Biographie
Franck Eyeni est médaillé d'argent en arc classique individuel ainsi que par équipe mixte avec Esmei Diombo aux Championnats d'Afrique de tir à l'arc 2022 à Pretoria.
Il est médaillé d'argent en arc classique par équipe mixte avec Esmei Diombo aux Championnats d'Afrique de tir à l'arc 2023 à Nabeul.

## Palmarès
- Championnats d'Afrique
  -  Médaille d'argent à l'épreuve individuelle hommes aux Championnats d'Afrique de tir à l'arc 2022 à Pretoria.
  -  Médaille d'argent à l'épreuve par équipe mixte aux Championnats d'Afrique de tir à l'arc 2022 à Pretoria.
  -  Médaille d'argent à l'épreuve par équipe mixte aux Championnats d'Afrique de tir à l'arc 2023 à Nabeul.